# Marinus van der Lubbe
Marinus van der Lubbe (13. januar 1909 i Leiden – 10. januar 1934 i Leipzig) var en hollandsk kommunist og medlem af Communistische Jeugd Bond (forbundet af unge kommunister) siden 1925.
I forbindelse med Rigsdagsbranden i Berlin den 27. februar 1933, omtrent en måned efter at Adolf Hitler var blevet rigskansler i Tyskland, blev han kendt skyldig, dømt og henrettet for at have anstiftet branden.
Tysk ret ændrede i april 1967 dommen til otte års fængsel, inden den i januar 2008 ophævede den på baggrund af en lov om nationalsocialistisk uret.